# Haskovo (tỉnh)
Tỉnh Haskovo (tiếng Thổ Nhĩ Kỳ: Hasköy) là một tỉnh ở phía nam Bulgaria, giáp vùng Đông Makedonías-Thrace của Hy Lạp và tỉnh Edirne của Thổ Nhĩ Kỳ về phía đông nam. Tỉnh này có diện tích 5.543 km² và dân số 279.067 người. Tỉnh này bao gồm các khu vực thung lũng Thrace dọc theo sông Maritsa (Evros, Meriç). Thành phố chính của tỉnh là Haskovo, ngoài ra tỉnh còn có các đô thị:
- Dimitrovgrad
- Harmanli
- Haskovo
- Ivaylovgrad
- Lyubimvàs
- Madzharovo
- Mineralni Bani
- Simeonovgrad
- Stambolovo
- Svilengrad
- Topolovgrad